# پرتابگر

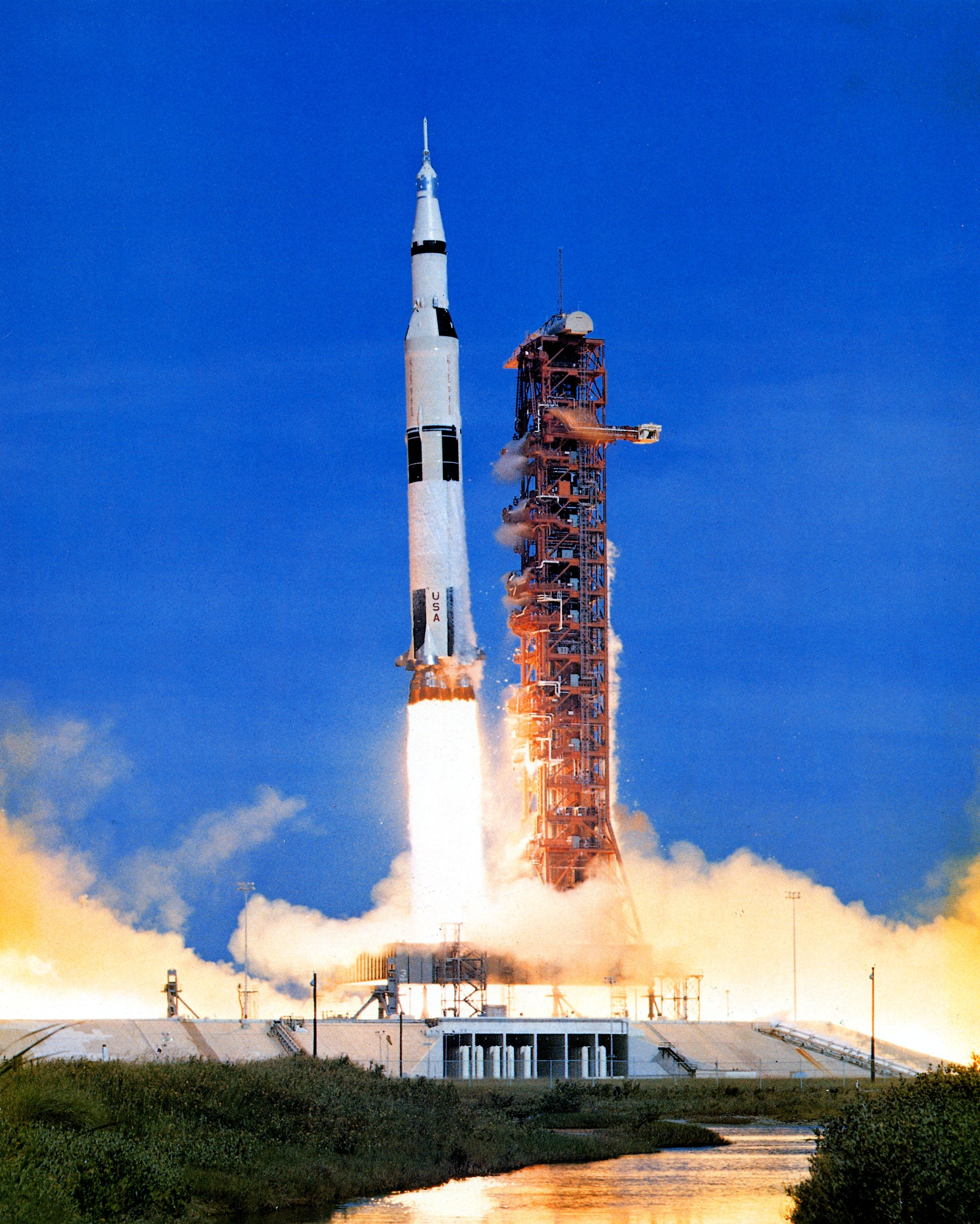
وسیله پرتاب ساترن ۵ فضاپیمای آپولو ۱۵ را به ماه می‌فرستد.

وسیله پرتاب یا پرتابگر (انگلیسی: Launch vehicle) یا حامل پرتاب، نوعی راکت است که در پرواز فضایی جهت حمل فضاپیما یا دیگر تجهیزات فضایی از سطح زمین به فضای بیرونی استفاده می‌شود. سامانه پرتاب شامل وسیله پرتاب، سکوی پرتاب و سایر زیرساخت‌هاست. گرچه وسیله‌ای که راکت حمل می‌کند اغلب یک ماهواره است که در مدار زمین جای می‌گیرد، برخی پروازهای فضایی مانند راکت‌های صوتی به شکل زیرمداری هستند، در حالی که دیگر راکت‌ها سرعت گریز فضاپیما از مدار زمین را فراهم می‌سازند.
وسیله‌های پرتاب مدار زمین‌مرکزی معمولاً در دو و گاهی چهار مرحله یا بیشتر پرتاب می‌شوند.